# Franz Josef Hartlaub

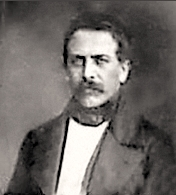
Franz Josef Hartlaub

Franz Josef Hartlaub (nach anderen Quellen Franz Joseph Hartlaub) (* 13. Februar 1809 in Aschaffenburg; † 7. November 1862 in Marktheidenfeld) war der erste Bezirksamtmann Marktheidenfelds.
Hartlaub war der Sohn von Christina Schwind und dem Bäckermeister Michael Hartlaub. Er absolvierte ein Jurastudium und legte das Staatsexamen ab; im Anschluss arbeitete er als Funktionär und Assessor an mehreren bayerischen Landgerichten, darunter 1852 in Würzburg. Im Jahr 1843 heiratete er in Volkach Eva Maria Leininger.
Auf Hartlaubs Gesuch hin erhielt er am 26. Februar 1853 die Landrichterstelle in Marktheidenfeld. Als am 1. Juli 1862 Justiz und Verwaltung getrennt wurden, arbeitete Hartlaub in der Verwaltung weiter. Er starb nach kurzem Krankenlager am 7. November 1862.